# Quetzaltenango
Quetzaltenango (phát âm tiếng Tây Ban Nha: [ketsalteˈnaŋɡo], còn được gọi bằng tên Maya Xelajú [ʃelaˈχu] và Xela [ˈʃela]) là thành phố ở tây nam Guatemala, tỉnh lỵ của tỉnh Quetzaltenango. Thành phố Quetzaltenango có diện tích 120  km², dân số khoảng 300.000 dân, là thành phố đông dân thứ nhì của Guatemala.
Quetzaltenango được người Tây Ban Nha lập ra năm 1524. Quetzaltenango bị thiệt hại nặng vào năm 1902 do núi lửa phun trào hủy hoại nhưng sau được tái thiết. 
Quetzaltenango nằm trên tuyến đường cao tốc Liên Mỹ. Ngoài địa vị là trung tâm mua bán các nông sản, thành phố này còn có các ngành công nghiệp như: sản xuất len, bông vải, giày da, bia, chế biến thực phẩm.